# Cietrzewki-Warzyno
Cietrzewki-Warzyno – część wsi Szpice-Chojnowo położona w Polsce, w województwie mazowieckim, w powiecie ostrowskim, w gminie Boguty-Pianki.
Dawniej wieś.

## Historia
W latach 1921–1931 wieś leżała w województwie białostockim, w powiecie ostrołęckim, w gminie Boguty.
Według Powszechnego Spisu Ludności z 1921 roku wieś zamieszkiwało 76 osób w 13 budynkach mieszkalnych. Miejscowość należała do parafii rzymskokatolickiej w Bogutach Piankach. Podlegała pod Sąd Grodzki w Czyżewie i Okręgowy w Łomży; właściwy urząd pocztowy mieścił się w Bogutach.
W wyniku napaści ZSRR na Polskę we wrześniu 1939 miejscowość znalazła się pod okupacją sowiecką. Od czerwca 1941 roku pod okupacją niemiecką. Od 22 lipca 1941 do 1945 włączona w skład Landkreis Lomscha, Bezirk Bialystok III Rzeszy.
W latach 1975–1998 miejscowość administracyjnie należała do województwa łomżyńskiego.